# Masseto

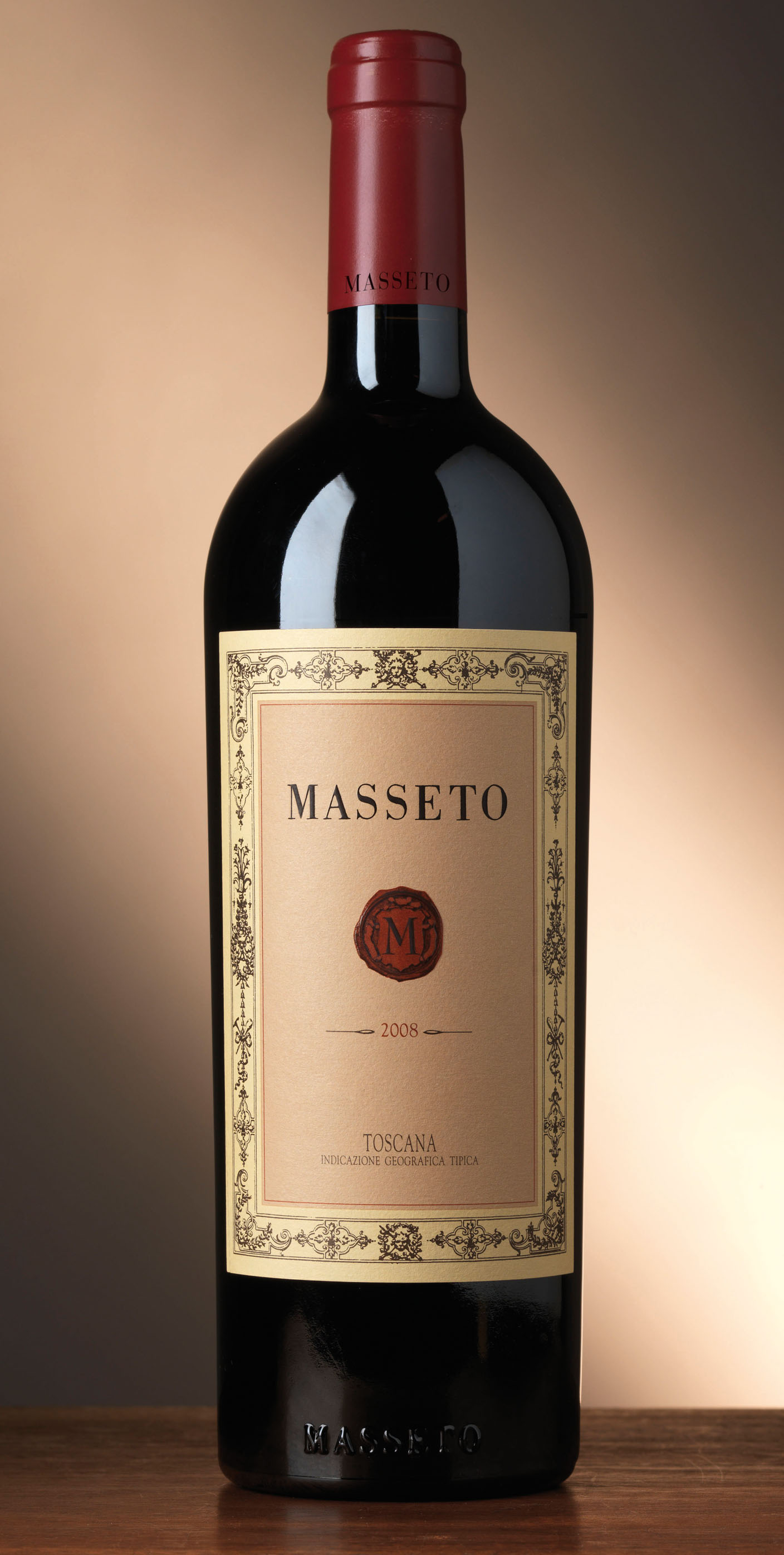
Eine Flasche Masseto

Der Masseto ist ein Cru-Wein aus dem gleichnamigen, sieben Hektar großen Weinberg in Bolgheri, nahe der toskanischen Küste.

## Lage
Unter den ersten, die das Potenzial des Terroirs des Masseto-Hügels mit seinen idealen klimatischen Bedingungen für den Merlot erkannten, war der russisch-amerikanische Weinbauexperte Andrè Thcelicheff. Die Nähe der Küste sorgt für ein mediterranes Klima, dem die moderaten Temperaturen im Sommer zu verdanken sind, was dem Ausreifen der Trauben förderlich ist. Der Masseto-Hügel liegt auf etwa 120 Metern über dem Meeresspiegel und unterteilt sich in 3 Lagen (Masseto Alto, Centrale und Junior). Der Boden besteht aus lockerem Lehm und mit Kieseln durchsetztem Sand. Charakteristisch für den Boden ist die Lehmerde aus dem Pliozän, die als Folge eines Klimawandels auf der Erde und damit einhergehenden morphologischen Veränderungen des Bodens entstand. Das Gebiet war früher einmal Küstenmarschland. Über die Jahrhunderte bildeten sich dort mit Salzrückständen durchsetzte Lehmschichten. Im Laufe der Zeit wurden die Lehmböden mit dicken Ablagerungen aus der Erosion der Hügel überzogen. Diese Ablagerungen enthielten Kiesel, Sand, Lehm und Gesteinsbrocken. Erdrutsche beförderten nach und nach die Pliozän-Lehmschichten an die Oberfläche.

## Weinberg

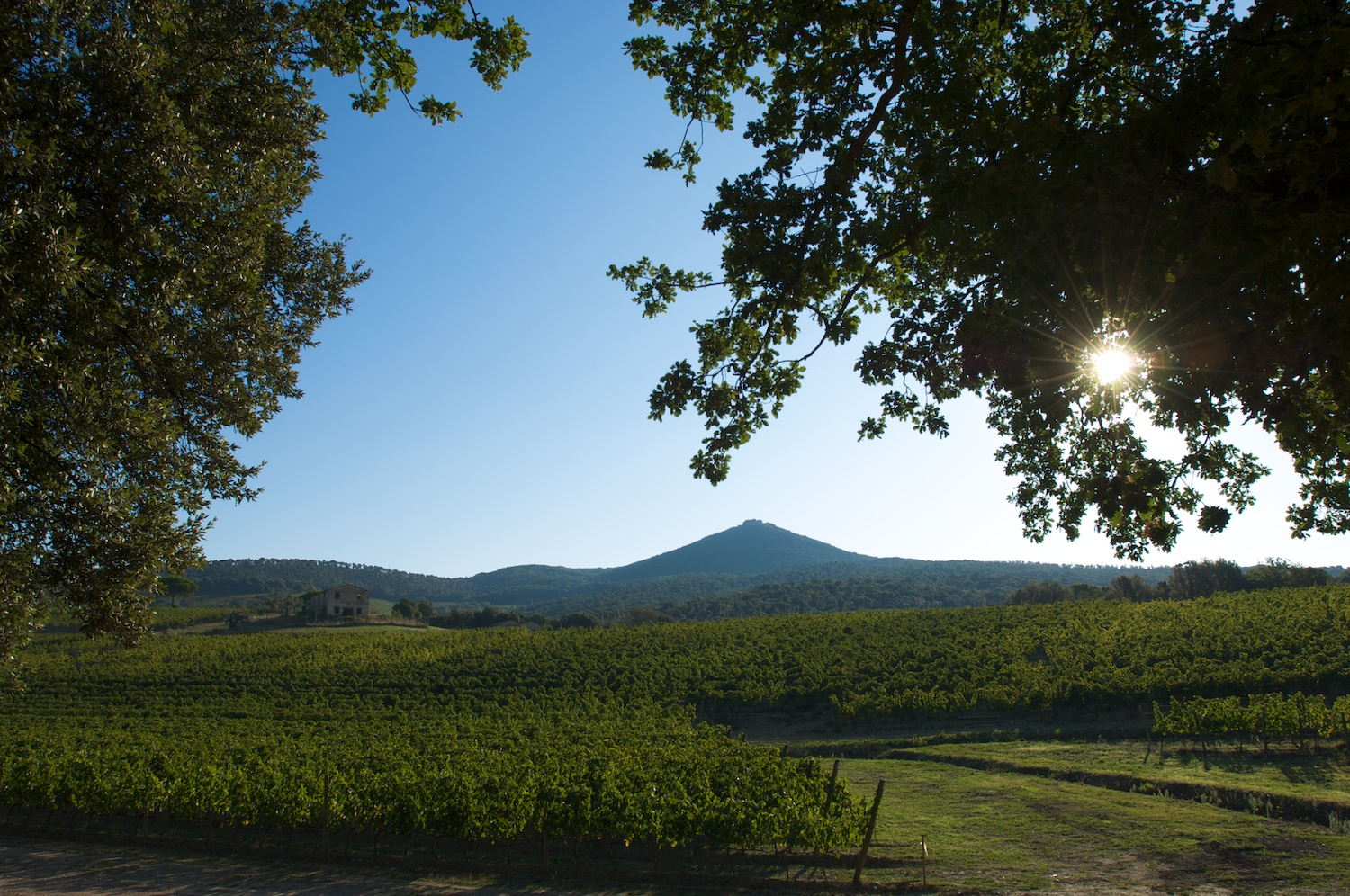
Weinberg des Masseto

Der Weinberg unterteilt sich in drei Lagen (Alto, Centrale, Junior), die sich in ihrer Bodenbeschaffenheit unterscheiden. Der obere Teil des Hügels besteht aus einem sandigen, relativ steinigen Boden mit geringer Tiefe. Daraus entsteht ein eher „geradliniger“ Wein. Die Lage unterhalb davon ist der zentrale Bereich des Weinbergs. Der hohe Anteil von Lehm aus dem Pliozän bestimmt den Charakter seines Bodens. Aus ihm holt sich der Wein seine kräftige Tanninstruktur. Am Fuße des Hügels befindet sich die unterste Lage des Weinbergs, der Untergrund ist lehmhaltig und sandig. Er ist verantwortlich für einen leichten Wein, der zur Harmonisierung der starken Tannine der anderen Weine verwendet wird. Auf jeder dieser drei Anbauzonen reifen die Trauben zu unterschiedlichen Zeiten aus, weshalb sie separat gelesen werden müssen. Die Reihen der Rebstöcke sind quer zum stärksten Gefälle des Hügels hin angeordnet, damit die Niederschläge langsam in den Boden eindringen können. Die Reben werden im Kordonsystem erzogen. Die Anzahl der Knospen und der Ertrag schwanken je nach Rebstock. Die Entwicklung der Rebstöcke hängt besonders von der Handarbeit der Arbeiter im Weinberg ab. Sie helfen ihnen, ihr Gleichgewicht zu erreichen, indem sie 5 – 10 % der Pflanzen beschneiden.

## Vinifizierung und Ausbau

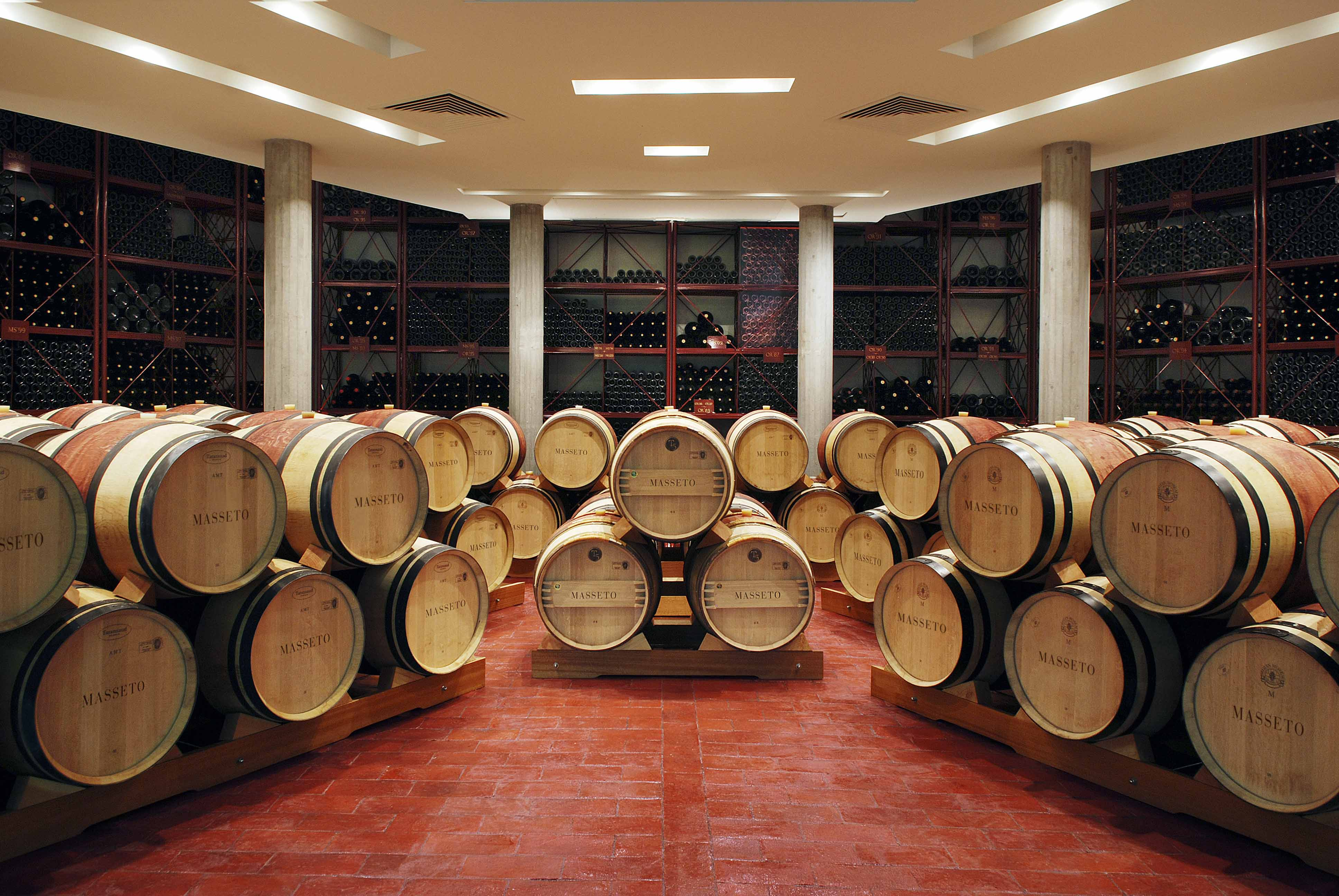
Fasslagerkeller des Masseto

Von der Lese bis zur Flaschenabfüllung vergehen drei Jahre. Zunächst werden die Beeren vor und nach dem Entrappen einzeln auf dem Sortierband verlesen. Anschließend werden sie in Edelstahltanks temperaturkontrolliert vergoren und die Maische täglich geprüft und verkostet. Im Anschluss werden die Weine in Barriques ausgebaut. Verwendet werden Fässer aus Eichenholz mit feinster Körnung und einem mittleren Röstgrad, das aus den Wäldern des französischen Zentralmassivs stammt.
Danach erfolgt die Zusammenstellung der Assemblage der einzelnen Grundweine. Anschließend wird der Masseto wieder in die Barriques gefüllt, wo er zwei Jahre lang reift. Zum Schluss wird der Wein in Flaschen abgefüllt, je nach Jahrgang kann davor eine Klärung stattfinden.
Die Flaschen werden mit einem RFID-Etikett auf der Rückseite ausgestattet, wodurch jede einzelne Flasche identifiziert, ihre Authentizität bewiesen und ihr Handelsweg zurückverfolgt werden kann. Der erste aus dem Masseto-Weinberg hervorgegangene Wein stammt aus der Lese 1986. Er hieß damals „Merlot“. Seit dem 1987er Jahrgang trägt sein Etikett den Namen „Masseto“.